# Maitland, New South Wales
Maitland är en ort i Australien. Den ligger i kommunen City of Maitland och delstaten New South Wales, i den sydöstra delen av landet, omkring 130 kilometer norr om delstatshuvudstaden Sydney.
Runt Maitland är det ganska tätbefolkat, med 144 invånare per kvadratkilometer.. Maitland är det största samhället i trakten.
Trakten runt Maitland består till största delen av jordbruksmark. Genomsnittlig årsnederbörd är 1 277 millimeter. Den regnigaste månaden är februari, med i genomsnitt 223 mm nederbörd, och den torraste är juli, med 46 mm nederbörd.